# Venceslaus Ulricus Hammershaimb
Venceslaus Ulricus Hammershaimb, almindeligvis forkortet til V.U. Hammershaimb eller Venzel Hammershaimb (født 25. marts 1819 på gården Steig (á Steig i Sandavági) på Vágar, Færøerne, død 8. april 1909 i København) var en færøsk præst og filolog. Han er i alt væsentligt skaber af den nuværende færøske ortografi på etymologisk grundlag. Han var far til Hjalmar Hammershaimb.

## Levned
Venzel Hammershaimb fødtes 25. marts 1819 på gården Steig (á Steig i Sandavági) på Vágar blandt Færøerne. Forældrene var lagmand Jørgen Frantz Hammershaimb og Armgard Marie (Armgarð Maria), født Egholm.
I oktober 1831 sendtes Hammershaimb for sin uddannelses skyld til København, hvor han dog først ankom i februar 1832 efter at have ligget i vinterleje i Norge og immatrikuleredes i 1839 fra Borgerdydskolen på Christianshavn til universitetet. Efter 1847 at have underkastet sig teologisk embedseksamen rejste Hammershaimb, der allerede 1841 havde aflagt et kortere besøg i barndomshjemmet, samme forår til
Færøerne for at indsamle viser, sagn og andre folkeminder samt studere sproget i dets forskellige dialekter; til denne rejse, der varede et år, sluttede sig i sommeren 1853 en ny, hvor han mest var optaget af sproglige enkeltundersøgelser angående udtale og lignende. 1855 ægtede han Elisabeth Christiane Augusta Gad (f. i Tórshavn 1829, datter af Provst C. Pram Gad). Samme år udnævntes han til sognepræst for Nord-Streymoy, som han 1862 ombyttede med Eysturoy. Fra 1866 til sin afrejse fra Færøerne var Hammershaimb kongevalgt medlem af Lagtinget og fra 1867 provst for Færøerne. I 1878 flyttede han til Lyderslev og Frøslev på Sjælland hvor han også blev præst. I 1897 flyttede han med sin kone til København, hvor de boede i Ryesgade 110. Venzel Hammershaimb døde den 8. april 1909 og efterlod det færøske folk dets skriftsprog. Han ligger begravet på kirkegården i Lyderslev.
Hammershaimb stod i brevkontakt med sin kollega og ven N.F.S. Grundtvig og arbejdede især sammen med hans søn Svend Grundtvig, som blev en af de berømteste danske Færø-forskere.

## Filologisk arbejde
Hammershaimb, der nedstammer fra en i 1674 fordreven schlesisk protestant Wenceslaus Franciscus de Hammershaimb, men for, hvem det færøske sprog var modersmål, idet hans forfædre i 3 slægtled havde beklædt embeder på Færøerne og ved indgiftning i færøske slægter vare blevne helt nationaliserede, viste fra ungdommen en levende interesse for øernes sprog – en mellem islandsk og de norske almuemål liggende sprogart – og åndsliv, hvilket sidste især har givet sig udslag i en rig, mundtlig forplantet folkevisedigtning, der henter sine emner dels fra den nordiske oldtids heltedigtning, dels fra sagastoffet, dels fra norske eller danske folkeviser, hvorimod ingen på folkesproget skreven litteratur havde udviklet sig. Vel var allerede i slutningen af 1700-tallet et anseligt antal kvæder fremdraget og i begyndelsen af 1800-tallet en enkelt samling trykt, ligesom også et tilløb til at anvende det færøske sprog i trykte skrifter var gjort,
men først ved Hammershaimb fastsloges en retskrivning, bearbejdedes sproget grammatisk og begyndte en planmæssig udgivelse af kvæder, sagn m. v., hvorved en færøsk litteratur kan siges at være grundlagt.
Hammershaimb havde forud for de tidligere samlere og udgivere kendskab til det islandske sprog, hvad der åbnede hans øje for færøskens nære sammenhæng med oldnordisk og etymologisk gav ham nøglen til sprogets ordforråd. For at værne om sprogets renhed og vække følelsen for dette slægtskab så vel som for at have en enhed, hvori øernes forskellige dialekter kunde gå op, bestemte Hammershaimb sig for en etymologiserende retskrivning, som endelig fastsloges under hans udarbejdelse af sproglæren (Færøisk Sproglære, trykt i Annaler for Nordisk Oldkyndighed og Historie 1854, senere omarbejdet optagen i indledningen til Færøsk Anthologi, 1891) og siden er bleven anvendt i næsten alle arbejder vedrørende færøsk sprog. Medens denne for fremmede med noget kendskab til islandsk gør det særdeles let at finde sig til rette i en trykt færøsk text, tilslører den stærkt udtalen med dens mange ejendommeligheder.
Efter tilbagekomsten fra sin færøske rejse 1847-48 begyndte Hammershaimb offentliggøreisen af sine rige samlinger ved i Antikvarisk Tidsskrift 1846-48 og 1849-51 at meddele en del færøske folkesange, sagn, skikke og lege m. v.; indholdet er hovedsagelig (dog ikke alt og til dels i afvigende form) optaget i hans senere udgaver, men man vil her finde dansk oversættelse og oplysninger af forskellig art. En større samling viser fremkom i hans for Nordisk Litteratursamfund 1851-1855 udgivne Færøiske Kvæder, I (Sjúrðar kvæði) og II, hvor digtene ledsages af en dansk indholdsgengivelse.
Det betydeligste under Hammershaimbs navn foreliggende arbejde er den ved ham for Samfundet til Udgivelse af gammel nordisk Litteratur (1886-)1891 udgivne Færøsk Anthologi, I (tekst samt historisk og grammatisk indledning) og II (ordsamling og register). Til teksten, der hovedsagelig indeholder et udvalg af kvæder og sagn, har Hammershaimb skrevet en række Folkelivsbilleder i færøsk sprog, der give en livlig og tiltalende skildring af befolkningens levevis. Ordsamlingen, der omfatter både de tidligere udgivne Færøiske Kvæder og Færøsk Anthologi; og som på grundlag af håndskrevne ordsamlinger er udarbejdet af Hammershaimbs medhjælper ved Anthologiens udgivelse, Færingen dr. phil. Jakob Jakobsen, har forøget værdi ved at give hvert enkelt ord tillige i lydskrift, så at dets virkelige udtale herved anskueliggøres. Om samtlige hidtil udgivne kvæder gjælder det, at de mere må betragtes som en prøve enten på sammenarbejdede tekster eller på, hvad enkelte af de talrige opskrifter kunne byde, end som en udtømmende eller strængt kritisk udgave af det forhåndenværende rige stof.
Om Hammershaimbs interesse for en folkelig ordning af det færøske skolevæsen, en sag, der
senere ved hans medvirkning har fået en tilfredsstillende ordning, vidne nogle artikler af ham i Kjøbenhavnsposten 1844-45: Om det færøske Sprog og Om det færøske Sprog og de færøske Skoler.

## Hammershaimb om sig selv
Fra mine ungdomsår har der boet i mig en levende attrå efter at frede om og redde fra tilintetgörelse de oldtids- og fortidsminder, som i sprog, folkeviser og sagn endnu leve i folkemunde på Færøerne, så vel som også at göre dem bekendte i videre kredse, hvor jeg har haft den glæde at se mine meddelelser modtagne med velvilje.
(Fortale i Anthologien 1891, side I)
Jeg indså at valgte man en enkelt dialekts lydbetegnelse, vilde det være en uret mod de andre dialekters måske ligeberettigede krav for deres ejendommelige lydforhold, og gik man en anden vej til at danne et sådant skriftsprog, ved enten at vælge en etymologisierende retskrivning men tilnærmelse til den gamle, dér forglemte, eller en væsentlig fonetisk med udvalg af det i de forskellige dialekter, som forekom at være det rigtigste for et færøsk normalskriftsprog, da vilde der i begge tilfælde kunne rejses de samme indvendinger som mod forsøget på at danne et landsmål i Norge, at det var kunstigt og doktrinært. [...] Jeg valgte den etymologiserende skrivemåde, da den forkom mig at frembyde de störste fordele for sproget, dersom det skulde have nogen fremtid for sig: ikke blot at meddelelser på færøsk herved blev lettere at læse for fremmede og tækkeligere at udseende, men også at Færingerne herved kom nærmere til de nærbeslægtede sprog: islandsk og dansk, fik lettere ved at tilegne sig det fælles i disse i stedet for at isolere sig ved at lade deres på forskellig måde forvanskede udtale give sig udtryk i skriftsproget.
(Det færøske sprog i Anthologien 1891, side LV)
...jeg er under mit ophold der oppe oftere bleven andmodet om lån af en eller anden islandsk saga, som kunde afgive stof til at digte et kvæde ud af, og det er sket – ikke sjælden smukt og godt i den gamle stil, se f.eks. kvædet Ormurin langi Arkiveret 28. august 2006 hos  Wayback Machine.
(Åndslivet i Anthologien 1891, side XLVII)
Han er begravet på Lyderslev Kirkegård.

## Udmærkelser
Han blev Ridder af Dannebrog 1874 og Dannebrogsmand 1897.

## Værker
- 1847-1848: Meddelelser fra en rejse på Færøerne
- 1851: Færøske kvæder I, København (Sjúrðar Kvæði) læs mere... Arkiveret 27. september 2007 hos  Wayback Machine
- 1855: Færøske Kvæder II, København
  - 2. udgave, Tórshavn 1969
- 1884: Føroyingasøga. Tórshavn – 137 s.
  - yderlige udgaver 1919 og 1951
- 1891: Færøsk Anthologi I. Tekst samt historisk og grammatisk Indledning, København
  - 3. udgave, Tórshavn 1991 – 576 s.
- 1891: Færøsk Anthologi II. Ordsammling og Register (udarbejdede af Jakob Jakobsen), København
  - 3. udgave, Tórshavn 1991 – 467 s.
- 1990: Havfrúgv ; Nykur. Tórshavn: Føroya skúlabókagrunnur – 22 s. (skolebog)

### Læs Hammershaimb på internettet
- "Færøske Sagn" (Annaler for Nordisk Oldkyndighed og Historie, 1846; s. 358-363) og "Bemærkninger ved den færøiske Udtale" s. 363-365
- Børneremser Arkiveret 27. september 2007 hos  Wayback Machine

Fra indledningen af Anthologien 1891:
- Den færøske Dans Arkiveret 27. september 2007 hos  Wayback Machine
- Artiklen færøsk (sprog) indholder afsnitten "Lydlære" efter samme bogs indledning.

Fra Folkelivsbilleder i Anthologien bind 1, løst oversat fra færøsk:
- Kloge Marjun og Vættrene Arkiveret 27. september 2007 hos  Wayback Machine (genfortalt fra den færøsk original)
- Trøllanes (Troldenæs) Arkiveret 27. september 2007 hos  Wayback Machine
- Risin og Kellingin (Jætten og Kællingen) Arkiveret 27. september 2007 hos  Wayback Machine
- Óli rami og Tórur rami (Stærke Ole og stærke Tor) Arkiveret 27. september 2007 hos  Wayback Machine
- Sælkvinden Arkiveret 27. september 2007 hos  Wayback Machine
- Kjørbreyt (At sidde ved korsvejen) Arkiveret 27. september 2007 hos  Wayback Machine
- Sejrsten Arkiveret 27. september 2007 hos  Wayback Machine
- Svínoy Arkiveret 27. september 2007 hos  Wayback Machine
- Rinkusteinar (Rokkestenene) Arkiveret 27. september 2007 hos  Wayback Machine